# Ozillac
Ozillac település Franciaországban, Charente-Maritime megyében. Lakosainak száma 611 fő (2022. január 1.). Ozillac Champagnac, Fontaines-d’Ozillac, Jonzac, Saint-Médard, Saint-Simon-de-Bordes és Villexavier községekkel határos.

## Népesség
A település népességének változása:
| Lakosok száma | 623  | 519  | 503  | 676  | 645  | 635  | 626  | 619  | 616  | 611  |
|               | 1968 | 1982 | 1990 | 2006 | 2013 | 2015 | 2017 | 2019 | 2020 | 2022 |